# Bauchkette

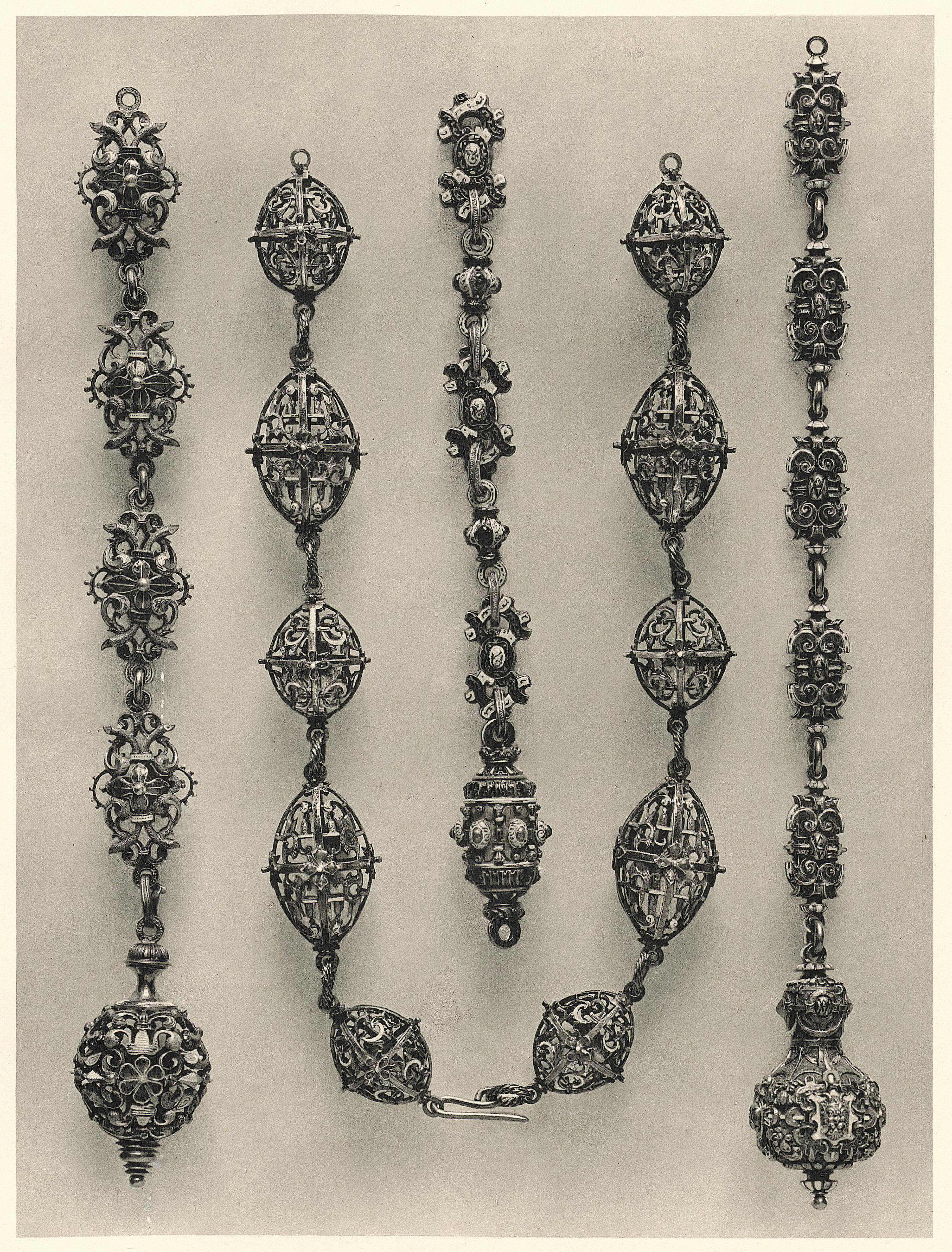
Hüftketten aus der Zeit der Renaissance

Bauchkette, auch Hüftkette, bezeichnet zum einen eine Schmuckkette, die um den Bauch oder die Hüfte getragen wird, und zum anderen eine Kette zur Fesselung.

## Schmuckstücke

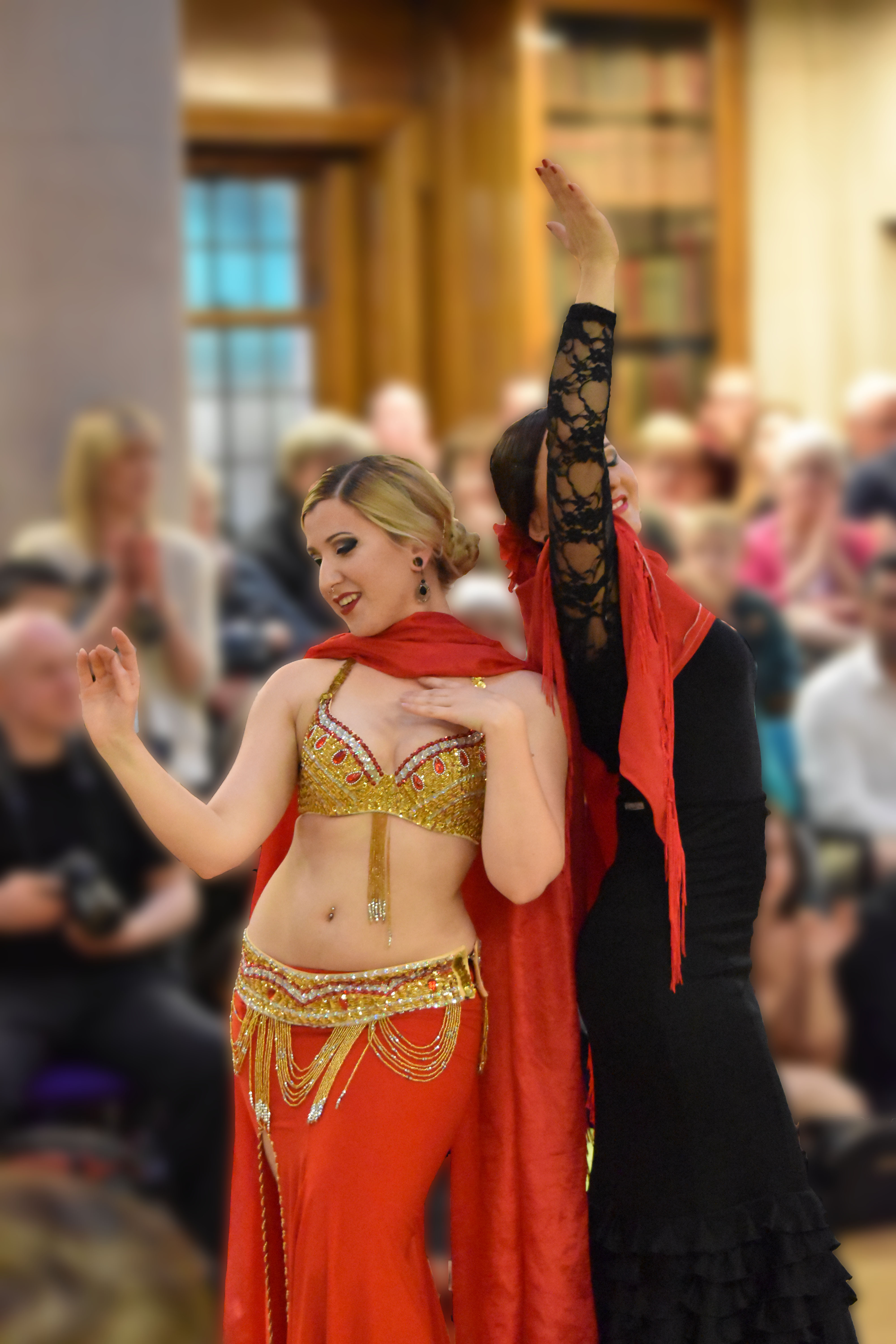
Breite Perlenkette einer Bauchtänzerin

Bauchketten bestehen meist aus Gold oder Silber. Neben diesen rein metallenen Ketten gibt es auch Schnüre, auf die Perlen, Muscheln oder Edelsteine aufgereiht sind. Ferner kann eine metallene Kette oder eine Schnur auch verschiedene Schmuckanhänger haben.

## Fesselung
Bauchketten zur Fesselung von Gefangenen sind insbesondere in den USA üblich und kommen vor allem dann zum Einsatz, wenn Gefangene über eine längere Zeit hinweg gefesselt werden sollen, zum Beispiel bei einem Transport oder bei Gerichtsterminen. Der Grund für den Einsatz solcher Fesseln liegt darin, dass Gefangenen ein relativ großer Bewegungsspielraum bleibt, wenn die Hände nur mit Handschellen vor dem Körper geschlossen sind. Als Alternative könnten die Hände am Rücken geschlossen werden, doch ist dies für die gefesselte Person über einen längeren Zeitraum unangenehm bis schmerzhaft. Als gelindere Alternative werden daher die Hände mit einer Kette in Bauchhöhe fixiert.

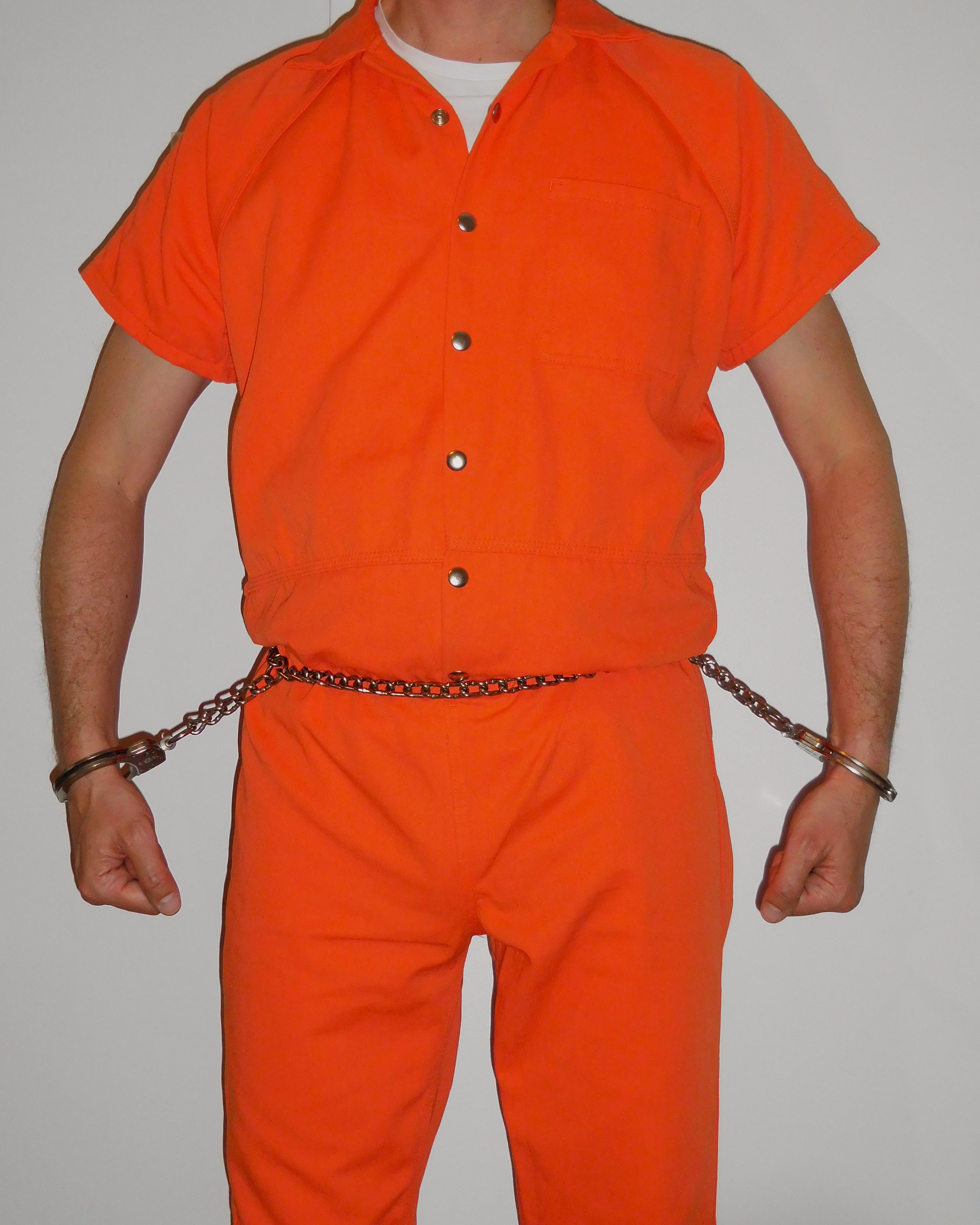
Gefangener in Bauchkette mit seitlicher Führung

Im Wesentlichen kann man zwei Arten unterscheiden:
- Eine Variante besteht aus einer Kette, an der vorne oder seitlich Handschellen befestigt sind. Bauchketten mit zentral vorne befestigten Handschellen stellt etwa Peerless als Model 7003 her, während das Peerless Model 7002 oder das Smith & Wesson Model 1800 die Handschellen seitlich mit einer kurzen Kette befestigt hat.[4] Beim CTS Thompson Model 7008 sind die Handschellen auch seitlich platziert, die Handschellen sind aber im Gegensatz zu den genannten Modellen ohne Verbindungskette direkt an der Bauchkette befestigt, sodass die Hände des Gefangenen relativ eng an der Taille fixiert werden. Außerdem gibt es von Peerless als Model 7705 eine Fessel, bei der von der Bauchkette eine Verbindungskette zu einem Paar Fußschellen führt; damit wird die Fluchtmöglichkeit weiter eingeschränkt. Bei der Anwendung dieses Typs von Bauchkette wird die Kette zunächst dem Gefangenen um den Bauch gelegt und hinter dem Rücken mit einem Vorhängeschloss gesichert. Dann werden die Handschellen um die Handgelenke geschlossen und arretiert. Im Standardfall werden die Hände des Gefangenen so entweder vor dem Körper oder seitlich an der Taille fixiert und damit die Bewegungsfreiheit eingeschränkt. Im besonderen Fall können die Hände auch derart über Kreuz geschlossen werden, dass die linke Hand in die Schelle auf der rechten Taille gelegt wird und umgekehrt. Eine Fesselung mit den Armen über Kreuz kommt im Endeffekt einer Zwangsjacke nahe.

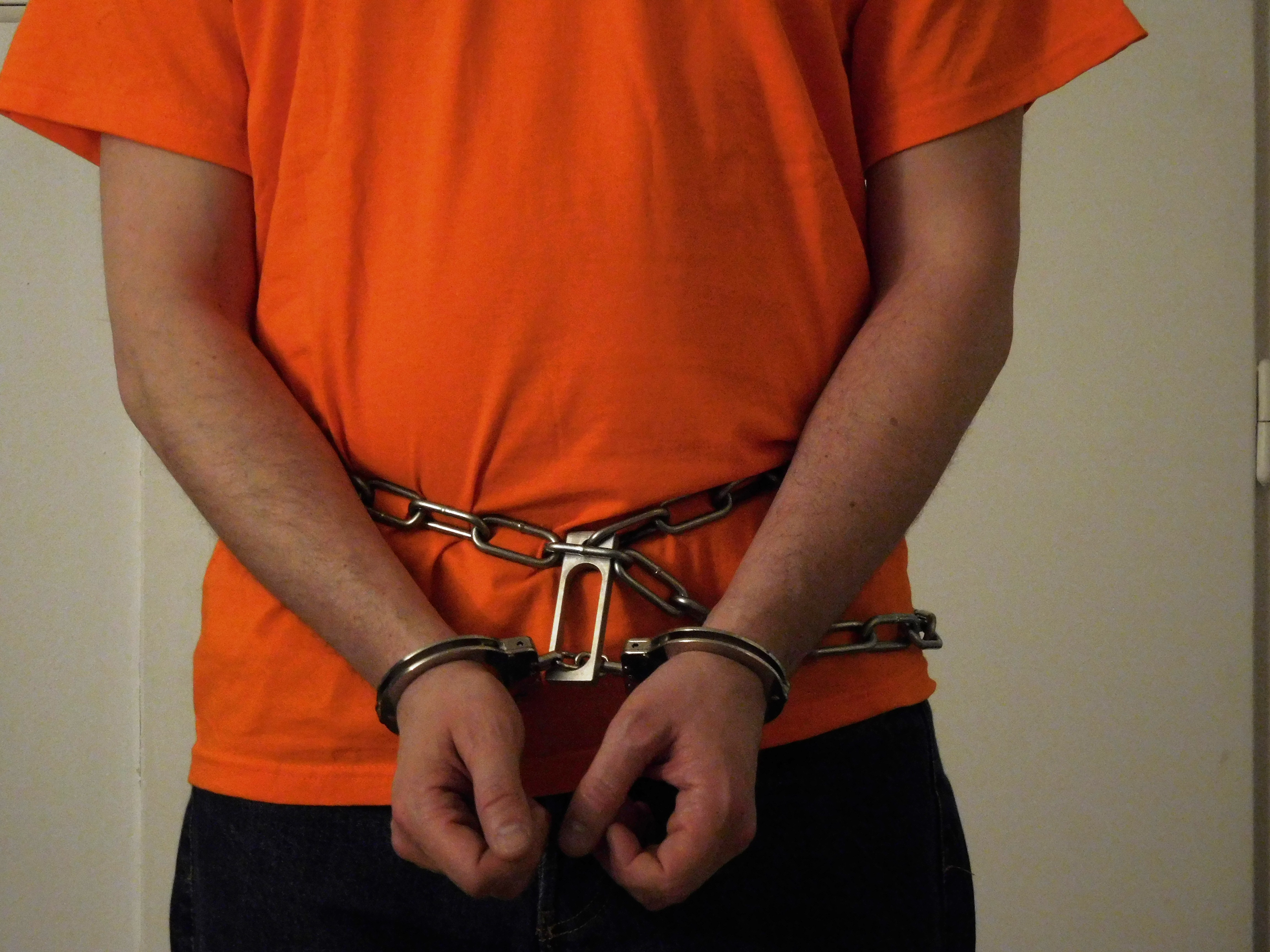
Gefangener in Bauchkette mit martin link

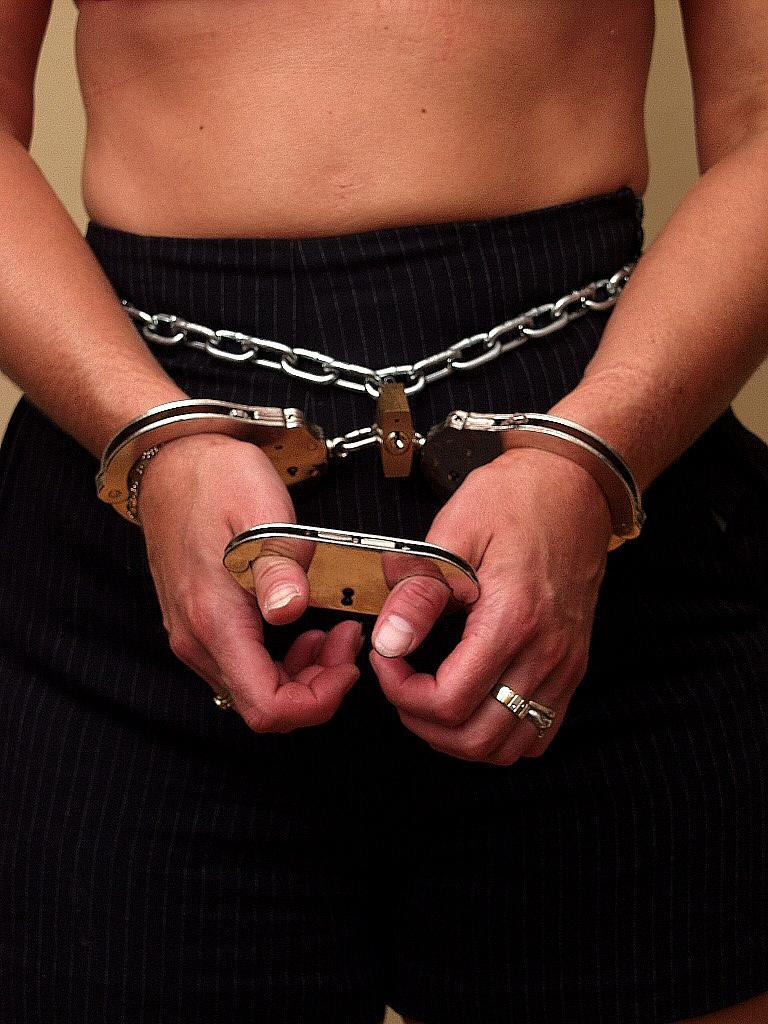
Bauchkette, Hand- und Daumenschellen im Bondage-Einsatz

- Eine andere Variante besteht aus einer Kette mit etwas größeren Gliedern und einer Stahlschlaufe (martin link genannt) an einem Ende. Die Kette wird dem Gefangenen um den Bauch gelegt und die Stahlschlaufe durch ein Kettenglied gesteckt. Anschließend wird ein Paar Handschellen durch die Schlaufe gefädelt und dem Gefangenen angelegt. Der Kettenrest kann mit einem Karabinerhaken oder einem Vorhängeschloss gesichert werden. Die Bauchkette kann erst dann abgenommen werden, wenn zuvor die Handschellen abgenommen worden sind.[5] Der Vorteil dieser Fessel liegt darin, dass zur Fixierung kein Vorhängeschloss benötigt wird. Auch ist die Länge der Kette so bemessen, dass sie um den Bauch von beinahe jedem Menschen passt. Bei Transporten mit erhöhtem Risiko kann die Bauchkette mit einem Handschellen-Sicherheitsverschluss wie der C & S Security Black box oder der CTS Thompson Blue Box kombiniert werden. Diese Hartplastik-Box mit Metall-Schieber kann man über die Handschellen legen, so dass die Schlüssellöcher verdeckt werden. Dadurch wird zum einen verhindert, dass der Gefangenen die Schlüssellöcher der Handschellen manipuliert, zum andern wird die Bewegungsfreiheit weiter eingeschränkt, da die Handschellen durch die Box starr werden.[6]

Anstelle von Ketten werden auch Gurte aus Leder oder Nylon verwendet. Diese weisen einen metallenen Ring an der Vorderseite auf, durch den die Handschellen gesteckt und daraufhin dem Gefangenen angelegt werden. Der Gurt wird dem Gefangenen um die Hüfte gelegt und mit einer Schnalle arretiert, manche dieser Fesselgurte können auch durch ein Schloss gesichert werden. Solche Fesselgurte kommen zum Teil auch in Europa bei besonders gefährlichen Gefangenen zum Einsatz.
Neben dem behördlichen Einsatz werden Bauchketten auch im Bondage-Bereich verwendet.